# Take Me Home, Country Roads
«Take Me Home, Country Roads» (en español, «Llévenme a casa, carreteras del campo»), también conocida como «Take Me Home» o «Country Roads», es una canción escrita por Bill Danoff, Taffy Nivert y John Denver sobre el estado de Virginia Occidental en los Estados Unidos. Interpretada por Denver, se publicó como sencillo el 12 de abril de 1971 y alcanzó la segunda posición de la lista Hot 100 de Billboard para el final de la semana del 28 de agosto. La canción tuvo éxito al momento de su lanzamiento y recibió una certificación de oro de la RIAA el 18 de agosto de 1971 y de platino el 10 de abril de 2017. Se convirtió en una de las canciones más populares e icónicas de John Denver y tiene más de 1,5 millones de copias digitales vendidas en los Estados Unidos.
La canción tiene un estatus de símbolo en Virginia Occidental, a la que describe «casi como el paraíso», y en marzo de 2014 se convirtió en una de las cuatro canciones que se consideran himnos estatales.
Esta canción es considerada como una de las más importantes y famosas del country estadounidense.

## Recibimiento en Virginia Occidental
Esta canción fue recibida con mucho entusiasmo por los habitantes de Virginia Occidental. Es el tema principal de la universidad de dicha región. La canción fue lanzada en 1971, alcanzando un éxito casi instantáneo.

## Lista de Posiciones
| Posiciones (1971)                            | Mejor Posición |
| -------------------------------------------- | -------------- |
| U.S. Billboard Hot 100                       | 2              |
| U.S. Billboard Hot Adult Contemporary Tracks | 3              |
| U.S. Billboard Hot Country Singles           | 50             |
| Canadian RPM Top Singles                     | 3              |
| Canadian RPM Adult Contemporary Tracks       | 5              |
| Canadian RPM Country Tracks                  | 17             |

## Versiones
- Eddy Arnold grabó para su álbum de 1971, "Loving Her Was Easier" (RCA Victor, LSP-4625).
- Lynn Anderson registró una versión para su álbum de 1971 How Can I Unlove You.
- Loretta Lynn grabó para su álbum de 1971 You're Lookin' At Country.
- Skeeter Davis grabó para su álbum de 1971 Bring it on Home.
- Ray Charles cortó una versión de la canción para su álbum de 1972 A Message from the People.
- En 1973, Eddy Arnold hizo una versión para Reader's Digest, lado 1 en número de ficha 6,  Take Me Home Country Roads, Country Roads.
- Olivia Newton-John grabó una versión en 1973 que alcanzó el top 10 en Japón y el número 15 en el Reino Unido, pero se quedó bajo el Billboard Hot 100, en el puesto número 119, en los Estados Unidos. Es esta grabación la que se utiliza como canción de apertura para Susurros del corazón (1995) un anime de Studio Ghibli, que utiliza "Take Me Home, Country Roads" como un recurso argumental que ofrece varias versiones en japonés, incluyendo una versión del título final realizado por Yoko Honna.
- En 1974 el cantante de música country canadiense Sally Dee grabó una versión en su álbum "Just Say Hello".
- La cantante francesa Marie Laforêt grabó una adaptación en francés como "Mon pays est ici" (1972).
- El cantante francés Claude Francois grabó una adaptación de la canción en francés como "J'ai encore ma maison" (1973).
- En 1974, Lena Zavaroni grabó una versión de "Country Roads" para su álbum "Ma! (He's Making Eyes At Me)".
- En 1975, Aleksander Mežek grabó una versión de "Country Roads" en lengua eslovena y la llamó "Siva pot".
- En 1975, Pavel Bobek, cantante de country checoslovaca grabó una versión llamada "Veď mě dál, cesto má" que se convirtió en gran éxito y una de sus canciones de la firma
- En 1975, Tapio Heinonen, cantante finlandés, versionó la canción como "Vanha tie" (Old Road). Más tarde se convirtió en la canción de la firma de Kari Tapio.
- Otro cantante francés, Dick Rivers, grabó esta canción en francés en 1976 como "Faire un pont".
- En 1979 la cantante rumana Gil Dobrică grabó una versión llamada "Hai acasă" ("Vamos a casa").
- Ted Hawkins grabó "Country Roads" en su álbum de 1986 "On The Boardwalk (The Venice Beach Tapes)".
- Israel Kamakawiwoʻole grabó una versión para su álbum de 1993 Facing Future en donde Mākaha substituye a Virginia Occidental.
- La banda de Ska Christiano, The W's, versionó la canción en su álbum de 1999 Trouble with X.
- Toots & the Maytals grabaron una versión de reggae en la que las letras son alteradas para describir Jamaica: "Casi cielo, Jamaica Occidental,"  por ejemplo, sustituye a Denver por "Virginia Occidental". Esta versión también fue versionada.[5] una película alemana de 2005 dirigida por Ed Herzog. En la historia, Helen Shuster es una chica alemana con una enfermedad terminal que sueña con ser cantante de estilo country Nashville y vientos en Jamaica. La canción es cantada por Heike Makatsch, que interpreta a Helen.[6]
- Hermes House Band hizo una cover y actuó en Top of the Pops cuando el sencillo fue lanzado en 2001.
- La banda infantil alemana Die Lollipops hizo una versión llamada "Dankeschön".
- La cantante de country pop Carrie Underwood interpretó la canción durante su gira Play On Tour en 2010. Underwood interpretó la canción en la cama de una camioneta pick-up sobre el público.
- En 1994, esta canción fue versionada para "Disney's Sing-Along Songs" vídeo y DVD para: "Campout at Walt Disney World".
- En 1995, Yuji Nomi, una compositor japonés, adaptó la canción para la película Susurros del corazón de Studio Ghibli cambiando las letras de una manera humorística.
- Greg Page (cantante australiano) de The Wiggles hizo una versión para su álbum de 2002 "I Believe in Music".
- En 2006, Taylor Hicks versionó la canción durando 8 semanas en el top de la quinta temporada de American Idol.
- En 2008 una banda de covers de rock punk, Me First and the Gimme Gimmes, hizo una versión para su álbum Have Another Ball.
- Artista de música country Daryle Singletary hizo un cover para su álbum de 2009 "Rockin' in the Country".
- En 2010, el artista Steven Sweet grabó una versión de Rock Alternativo de "Country Roads" para su álbum debut, "Scratch on the Break".
- En 2010, la cantante sueca Meja versionó Studio Ghibli para su álbum AniMeja.
- En 2011, en preparación para el All Good Music Festival, los dj's Pretty Lights muestrearon esta canción en un remix
- En 2012 Mike Doughty grabó una versión para un CD de recaudación de fondos titulado "Super Hits Of The Seventies" para la emisora de radio WFMU. También se encuentra en el álbum de Doughty The Flip Is Another Honey. Esta versión cuenta con la voz de Rosanne Cash.
- En 2012, una cantante japonesa, Chihiro Onitsuka, hizo una versión para su álbum Famous Microphone.
- En 2017, apareció en la película Kingsman, el círculo dorado, dirigida por Matthew Vaughn. El actor Mark Strong versiona la canción en una de las escenas finales de la película.
- En 2018 apareció en el teaser de Fallout 76.
- Lana del Rey homenajea a John Denver con su propia versión de 'Take Me Home, Country Roads', en 2023, lanzándola en plataformas digitales
- El grupo Ghost Hounds incluye su versión como cierre de su album First Last Time de 2023.